# Petar Guberina

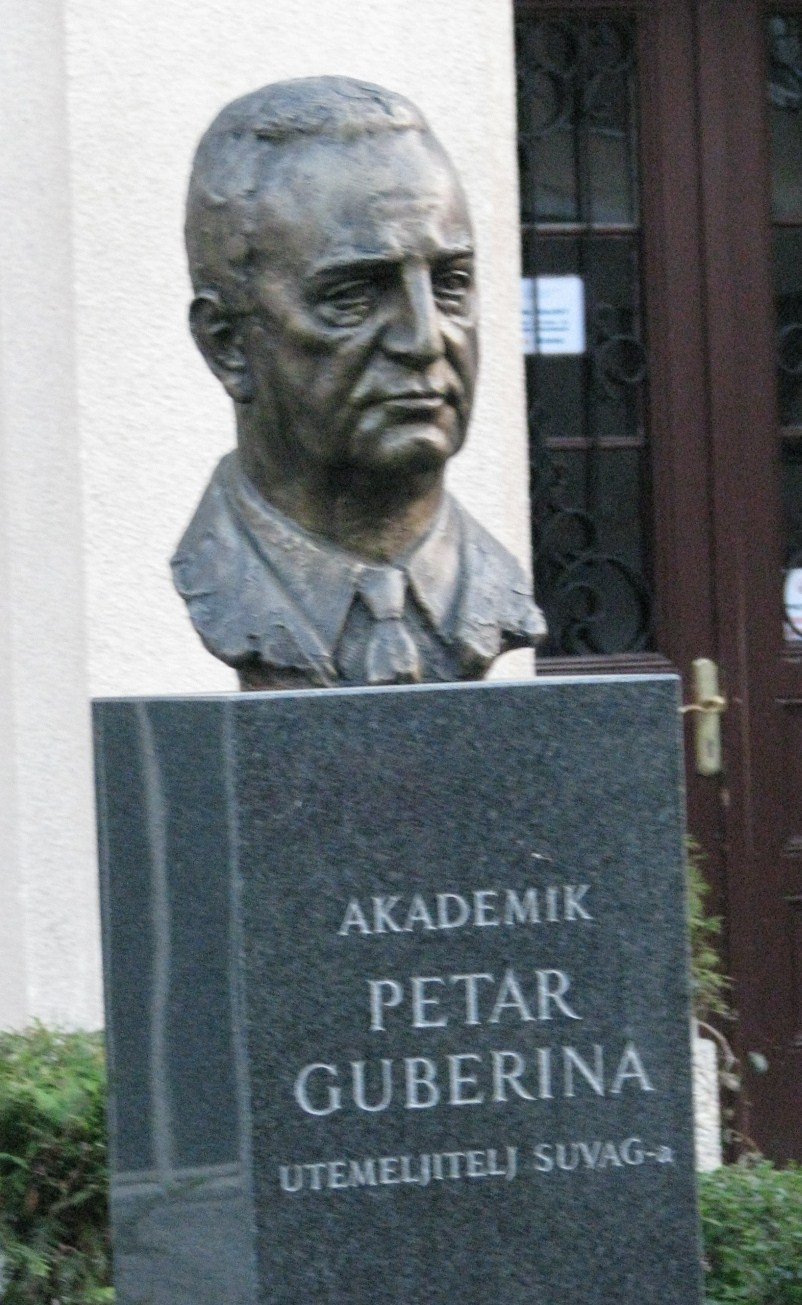
Büste Petar Guberinas in Zagreb

Petar Guberina (* 22. Mai 1913 in Šibenik; † 22. Januar 2005 in Zagreb) war ein kroatischer Romanist, Phonetiker, Phonologe und Fremdsprachendidaktiker.

## Leben und Werk
Guberina studierte an der Universität Zagreb bei Petar Skok, dessen erster Assistent er wurde. Nach dem Abschluss 1935 ging er an die Sorbonne und promovierte dort 1939 bei Pierre Fouché und Jules Marouzeau mit der Arbeit Valeur logique et valeur stylistique des propositions complexes en français et en croate (Zagreb 1939; u. d. T. Valeur logique et valeur stylistique des propositions complexes. Théorie générale et application au français 1954, Paris 1993). Nach dem Weltkrieg lehrte er bis 1983 als Professor für Französisch an der Universität Zagreb. Anschließend leitete er noch das 1954 von ihm gegründete Institut für Phonetik.

Guberina entwickelte die verbo-tonale Methode (SUVAG) zur Sprecherziehung der Gehörlosen und die global-strukturelle audiovisuelle Methode (AVGSM oder SGAV) für den Fremdsprachenunterricht.

Guberina war ab 1963 Mitglied der Jugoslawischen Akademie der Wissenschaften und Künste, nach der Unabhängigkeit Kroatiens der Kroatischen Akademie der Wissenschaften und Künste. Er war Offizier der Ehrenlegion (1989).

## Weitere Werke
- (mit Kruno Krstić) Razlike izmedu hrvatskoga i srpskoga književnog jezika, Zagreb 1940, Mainz 1977
- Problemi ljudskog izraza, povezanost jezičnih elemenata, Zagreb 1952
- Zvuk i pokret u jeziku, Zagreb 1952
- (Hrsg. mit Paul Rivenc) Voix et Images de la France. Cours audio-visuel de français, Paris 1960, 1968, 1973
- Case studies in the use of restricted bands of frequencies in auditory rehabilitation of [the] deaf, Zagreb 1972
- Rétrospection, hrsg. von Claude Roberge, Zagreb 2003 (spanisch: Saragossa 2008)